# Quilalí
Quilalí – miasto w Nikaragui; 14 400 mieszkańców (2006]). Przemysł spożywczy, włókienniczy.